# Bercy (Seine)
Pour les articles homonymes, voir Bercy.
Bercy est une ancienne commune de l'ancien département de la Seine qui a existé de 1790 à 1859 avant son incorporation au territoire de la ville de Paris.

## Situation géographique

### Situation et environnement administratif de la commune de Bercy
La commune de Bercy faisait partie du département de la Seine.
La commune de Bercy a d’abord fait partie du district de Bourg-la-Reine  (qui prend rapidement le nom de district de Bourg de l’Égalité) et fut classée dans le 2e canton du district, c’est-à-dire le canton de Vincennes ; en 1800 les districts sont remplacés par des arrondissements et la commune de Bercy fait dès lors partie de l’arrondissement de Sceaux et se trouve classée dans le canton de Charenton-le-Pont.
La commune de Bercy avait pour voisines Paris, Saint-Mandé, Charenton-le-Pont et Ivry.
Côté Paris la commune de Bercy ne voisinait qu’avec un seul de ses 12 arrondissements urbains, l’ancien 8e arrondissement de Paris et un seul de ses 48 quartiers administratifs, l’ancien quartier des Quinze-Vingts (plus étendu que l’actuel quartier des Quinze-Vingts).

Bercy sur une carte du département de la Seine en 1859, à la veille de l'extension de Paris.

### Limites de l’ancienne commune

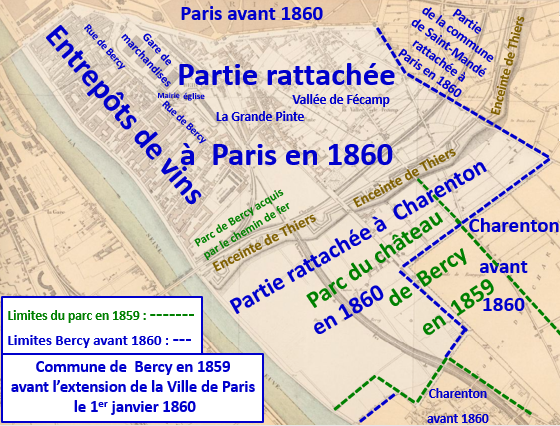
Limites de Bercy en 1859.

Les limites de l’ancienne commune de Bercy correspondent aux voies suivantes :
- Le boulevard de la Rapée, partie de l'actuel boulevard de Bercy, de la barrière de la Rapée à celle de Bercy ;
- Le boulevard de Bercy, de la barrière de Bercy à celle de Charenton ;
- Le boulevard de Charenton, partie de l'actuel boulevard de Reuilly, de la barrière de Charenton à celle de Reuilly ;
- Le boulevard de Reuilly, de la barrière de Reuilly à celle de Picpus ;
- Le chemin de la Croix-Rouge, partie de l’actuelle rue de Picpus, de la barrière de Picpus au carrefour de la Croix-Rouge (emplacement du croisement de la rue de Picpus avec l'actuelle avenue Daumesnil);
- Le chemin des Marais, partie de l’actuelle avenue Daumesnil, du carrefour de la Croix-Rouge au carrefour de l'allée des Noyers  (approximativement à l'emplacement de l'angle de l'avenue Daumesnil avec le boulevard de la Guyane (porte Dorée);
- L'allée des Noyers, allée du parc de l'ancien château de Bercy disparue dans lors de l'aménagement du bois de Vincennes de 1861 à 1865 qui était située approximativement dans le prolongement de la rue de Valmy à Charenton jusqu'à la porte Dorée en passant en bordure ouest de l'actuel lac Daumesnil;
- La route de Paris à Charenton, actuelle rue de Paris, de l'allée d'entrée du château de Bercy (approximativement croisement avec la rue de Valmy) jusqu'au carrefour de l'avenue des Dames (croisement de la rue de Paris avec l'avenue Liberté);
- L'avenue des Dames, partie de l'actuelle avenue de la Liberté à Charenton, jusqu'au carrefour de la ruelle du Port-aux-Meules ;
- La ruelle du Port-aux-Meules, actuelle rue de l'Arcade à Charenton, jusqu’à la Seine.
- La rive de la Seine de la rue de l'Arcade à la barrière de la Rapée.

## Historique

### Bercy avant 1859

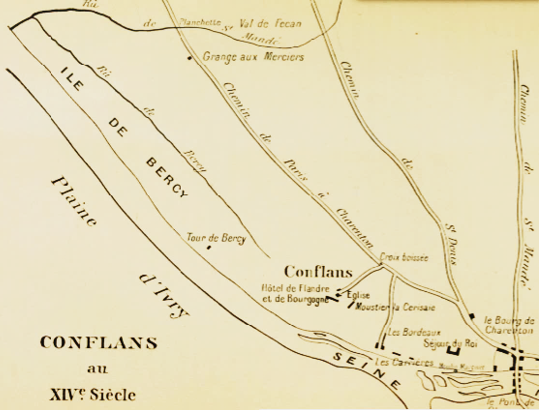
Bercy, Conflans et Charenton au XIVe siècle.

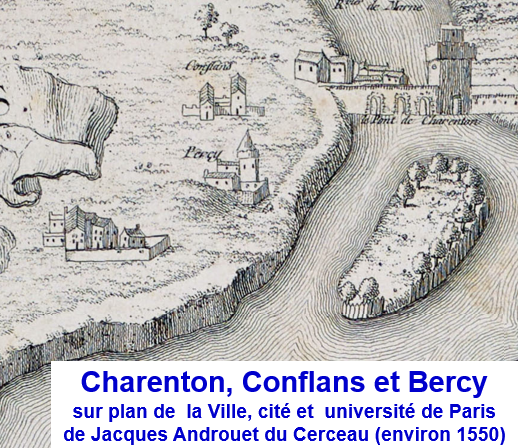
Charenton et Bercy sur plan Androuet du Cerceau de 1550.

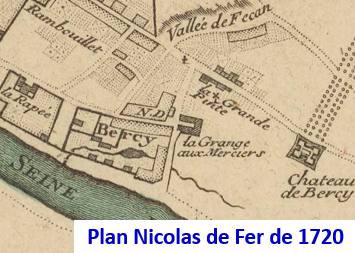
Bercy et le ruisseau sur plan de Nicolas de Fer 1720.

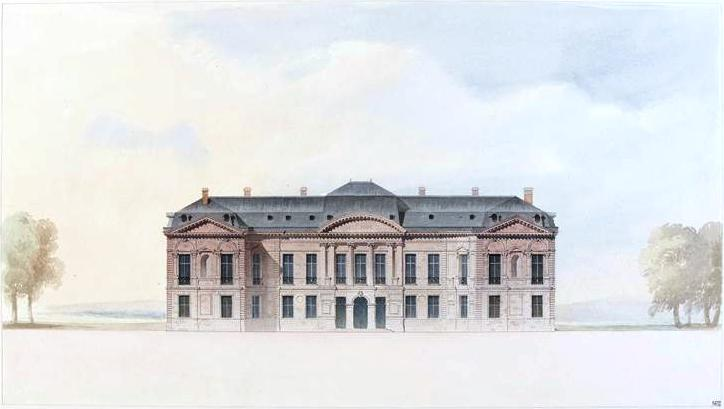
Ancien château de Bercy aujourd'hui sur le territoire de Charenton-le-Pont.

C'est dans ce quartier qu'ont été mis au jour les vestiges parmi les plus anciens de l'occupation humaine sur le territoire de Paris. Des fouilles dans le quartier de Bercy ont permis la découverte des vestiges d'un village de la période chasséenne (entre 4 000 et 3 800 av. J.-C.), établi sur la rive gauche de l'ancien bras de la Seine, révélant un matériel archéologique exceptionnel : pirogues de bois, poteries, arcs et flèches, outils en os et en pierre.
Bercy était connu à l'époque de Louis le Gros (1108 à 1137).
Puis, c'est au XIIe siècle qu'apparaît pour la première fois le nom de Bercy ou Bercix dans des actes de propriété. Une ancienne forme berzilz permet de rattacher Bercy à l'ancien français bercil, ce qui signifie "bergerie"[réf. nécessaire].

Bercy était parcouru par le ruisseau de Bercy, parallèle à la Seine, long d'une demi lieue (environ 2 km), qui  prenait sa source dans le parc du château de Bercy en bas du village de Conflans, alimentait des étangs. Son confluent avec le ru de Montreuil (ou directement avec la Seine) était à proximité de la Rapée à l'emplacement de l'actuel Palais Omnisport de Bercy. L'« île de Bercy », nom donné à ce territoire en bord de Seine, était en réalité une presqu'île. Ce cours d'eau qui passait à la fin du  XVIIe siècle à l'arrière des jardins des maisons de plaisance de la rue de Bercy fut asséché au cours du XVIIIe siècle. 
Le territoire de Bercy faisait partie, avec Conflans (actuellement quartier de Charenton) et le bourg de Charenton-le-Pont, de la paroisse de Conflans dont l’église Saint-Pierre détruite en 1867 était située à l’emplacement de l’actuelle rue du Séminaire-de-Conflans à Charenton-le-Pont, à l'angle de la rue du Président-Kennedy. Cette paroisse qui s'étendait du pont de Charenton jusqu'à Bercy, à la limite avec l'immense paroisse Saint-Paul de Paris formée par le ru de Montreuil), était rattachée  au Moyen-Âge à l'abbaye de Saint-Martin-des-Champs à Paris à la suite d'une donation de l'évêque de Paris en 1098 confirmée par des bulles papales au XIIe siècle.
Le domaine de Bercy appartient à la seigneurie d'Yerres, aux mains de la famille de Montmorency. 
À la fin du XVe siècle, elle est rachetée par Antoine Robert, notaire et secrétaire du Roi. Elle passe ensuite à la famille des Malon.
Les plans anciens, plan de la Gouache daté de 1535, plan de Truschet et Hoyau et plan de Jacques Androuet du Cerceau dessinés vers 1550 représentent, de l'aval de la Seine au confluent et au bord de la Marne (du premier plan à l'arrière plan) ; 
- un ensemble de bâtiments entouré d'une muraille, le manoir du seigneur de la Grange aux Merciers à l'emplacement de l'actuelle rue Gabriel-Lamé qui était un somptueux logis comprenant trois corps de bâtiments pouvant héberger 40 cavaliers, un moulin à vent et dépendances. Des rois de France avaient séjourné dans ce logis. Ces bâtiments réunis à la seigneurie de Bercy  en 1624 et disparus au cours du XVIIIe siècle ont fait partie du domaine du Pâté Pâris, parcelle de celui de Bercy, vendue par Charles Henri de Malon en 1711 ;

- indiquée sous le nom de Bercy, ou orthographiée « Percy », une sorte de forteresse d'aspect féodal, comportant un donjon, entourée d'une enceinte de murailles avec une porte fortifiée. Ce château est situé  non loin de la Seine, à mi distance entre le manoir de la Grange aux Merciers et Conflans, approximativement à l'emplacement de l'actuel centre commercial Bercy 2 ;

- en face, au milieu du fleuve une île, la pointe tournée vers Paris, qui correspond schématiquement à un ensemble d'îlots sur la Marne qui furent réunis à la terre ferme au XIXe siècle et au XXe siècle ;

- plus loin, le village de Conflans dominant le confluent de la Seine et de la Marne. À la date d'établissement de ces cartes, le village comprenait essentiellement, l'église Saint-Pierre et les vestiges de l'ancien Séjour de Bourgogne du XIVe siècle qui sera reconstruit au début du XVIIe siècle ;

- le pont de Charenton couvert de tours et le bourg de Charenton.

Le domaine seigneurial de Bercy s'agrandit au début du XVIIe siècle par l'absorption de territoires voisins : terre et seigneurie du bourg de Charenton en 1605 ; fief et seigneurie de la Grange-aux-Merciers, dite plus tard le Petit-Bercy (emplacement compris actuellement approximativement entre la Seine, le boulevard de Bercy, la voie ferrée et l'avenue des Terroirs de France), vendus par son dernier propriétaire Thomas Le Cocq en 1624 à Charles de Malon, seigneur de Bercy ; domaine de Conflans en 1643.
Charles Henri de Malon fait clore le domaine de Bercy (non compris l'ancienne seigneurie de la Granges aux merciers) en 1658 et raser l'ancien manoir fortifié situé en contrebas pour construire un peu plus sur les hauteurs un château dans le goût classique. Il confie les travaux à Louis Le Vau. Le château est achevé à partir de 1712 par Jacques de La Guépière. 
Dans le même temps, la noblesse et la bourgeoisie font construire, principalement sur le côté sud-ouest de la rue de Bercy (numéros impairs), des maisons de plaisance dont les parcs ou jardins s'étendent jusqu'au chemin en bord de Seine, également quelques-unes le long de ce chemin, (Pâté-Paris, hôtel de la Rapée, Petit château de Bercy).
Au XVIIe siècle, Bercy faisait partie de la paroisse Saint-Paul. En 1677, les Prêtres de la doctrine chrétienne reçoivent un terrain à Bercy. L'église Saint-Paul étant très éloignée, leur chapelle dont l'emplacement était proche de l'actuelle place Lachambaudie est pratiquement utilisée comme église par les habitants de Bercy. Bercy dépend ensuite de la paroisse Sainte-Marguerite créée en 1712 dont l'église est encore trop éloignée pour être commodément utilisée.

### La commune de Bercy (1790-1859)

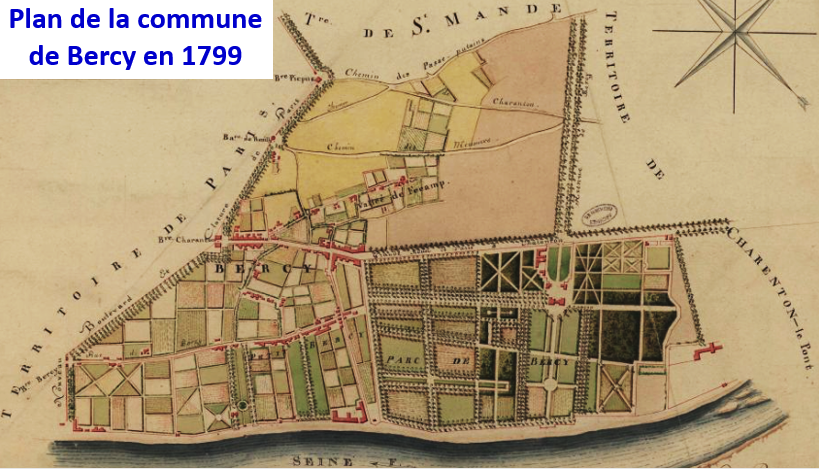
Plan de la Commune de Bercy en 1799.

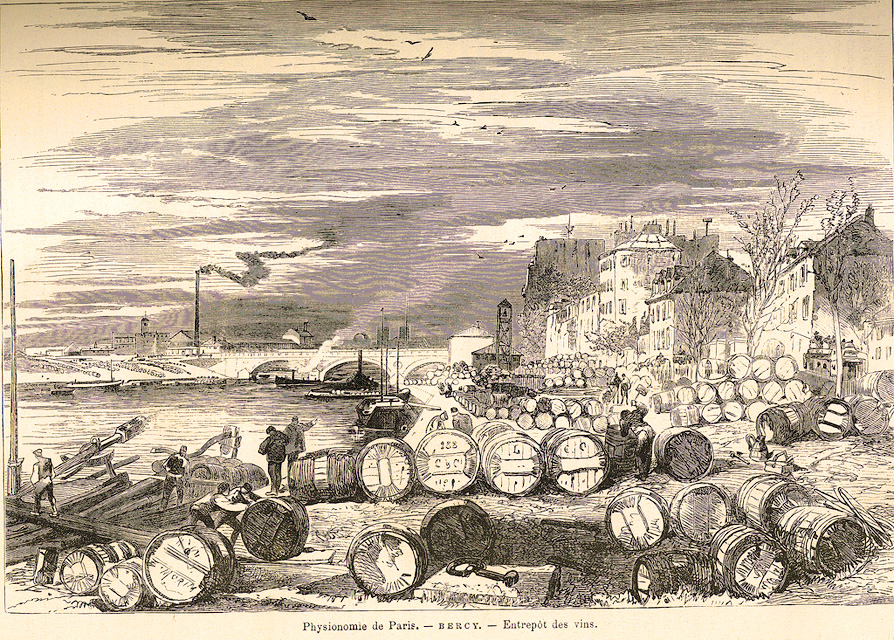
Les entrepôts de Bercy en 1856.

La commune de Bercy est créée en 1790 peu après la construction du mur des Fermiers généraux entre cette enceinte fiscale et la commune de Charenton dont la limite était à l'est de celle de l'actuelle ville de Charenton. 
La paroisse de Bercy est créée en 1791, l'ancienne chapelle des prêtres de la Doctrine chrétienne devenant l'église paroissiale
À la fin du xviiie siècle, des entrepôts de vin sont installés à l'extérieur du mur des Fermiers généraux, d'abord sur l'ancien domaine de Rapée (emplacement de l'actuel Palais omnisports de Bercy) puis à partir du début du  xixe siècle plus en amont sur les anciens parcs des maisons de plaisance de la rue de Bercy et du quai (emplacement de l'actuel parc de Bercy) afin d'éviter de passer par les barrières d'octroi. Les tonneaux à destination de la capitale arrivent par bateaux sur la Seine et sont débarqués à la Rapée et entreposés dans les chais de Bercy. 
Ces entrepôts développés sur le domaine du Petit Château de Bercy par M. de Chabons puis par Louis Julius Gallois, maires de Bercy, sont rachetés par Joseph-Dominique Louis, ministre des Finances, remis en état après un incendie de 1820 et étendus en amont jusqu'à la rue de la Grange aux Merciers (emplacement de l'actuelle avenue des Terroirs-de-France).
Des guinguettes s'établissent sur le quai, le Rocher de Cancale étant un restaurant réputé.
Outre ce quartier de Bercy entre la Seine, l'emplacement de l'actuelle gare de Bercy, l'église et la mairie situées à l'emplacement de l'actuelle place Lachambeaudie, la commune comprenait trois autres quartiers (d'après les divisions du plan cadastral), 
- la Grande Pinte autour de la partie de la route de Paris à Charenton  rue de Charenton entre le boulevard de Bercy et l'actuelle rue Nicolaï. Cette voie très fréquentée était bordée de guinguettes.
- La Vallée de Fécamp où coulait le ru de Montreuil à l'emplacement de l'actuelle rue de Wattignies. Sa voie principale était la rue de la Lancette qui se prolongeait par un tronçon disparu jusqu'au chemin de Reuilly  (actuelle rue Claude-Decaen). Ce quartier était dans sa plus grande partie un espace agricole, encore assez peu construit lors de l'annexion de la commune de Bercy à Paris.
- Le parc au sud-est de l'emplacement de  l'actuelle avenue des Terroirs de France et du boulevard Poniatowski jusqu'à l'ancienne limite communale de Charenton (chemin des Noyers disparu dans le bois de Vincennes, rue de Paris, avenue de la Liberté, rue de l'Arcade). Ce quartier comprenait la plus grande partie du vaste parc du Château de Bercy (qui s'étendait également au-delà sur la commune de Charenton). Il comprenait également les terrains agricoles d'une partie de la plaine de Bercy au nord du parc (à l'emplacement du bois de Vincennes autour du boulevard périphérique entre la porte de Reuilly et la porte Dorée). Ce quartier était donc peu construit[4].

Au début du XIXe siècle, le domaine du château de Bercy est repris par la famille de Nicolaÿ.
En 1823, une nouvelle église, l'église Notre-Dame-de-la-Nativité de Bercy, est érigée.
Au début des années 1840, l'enceinte de Thiers établie dans le parc de Bercy sépare le château de Bercy du village et la ligne  de chemin de fer de Paris à Lyon construite de 1847 à 1849 crée une deuxième coupure à l'intérieur du parc. La Compagnie du chemin de fer de Paris à Lyon acquiert également des terrains entre le boulevard de Bercy et la rue de Bercy pour y établir une gare de marchandises (actuelle gare de Paris Bercy) supprimant plusieurs rues, rue de l'église, rue de la Planchette.
Le reste des terrains du parc du château situés à l'intérieur de l'enceinte (actuel 12e arrondissement de Paris) est ensuite acheté en 1852 par la compagnie ferroviaire  pour établir la gare de marchandises de la Rapée.

### Le partage de la commune de Bercy

Bercy
Johan Barthold Jongkind, 1868
Cleveland Museum of Art.

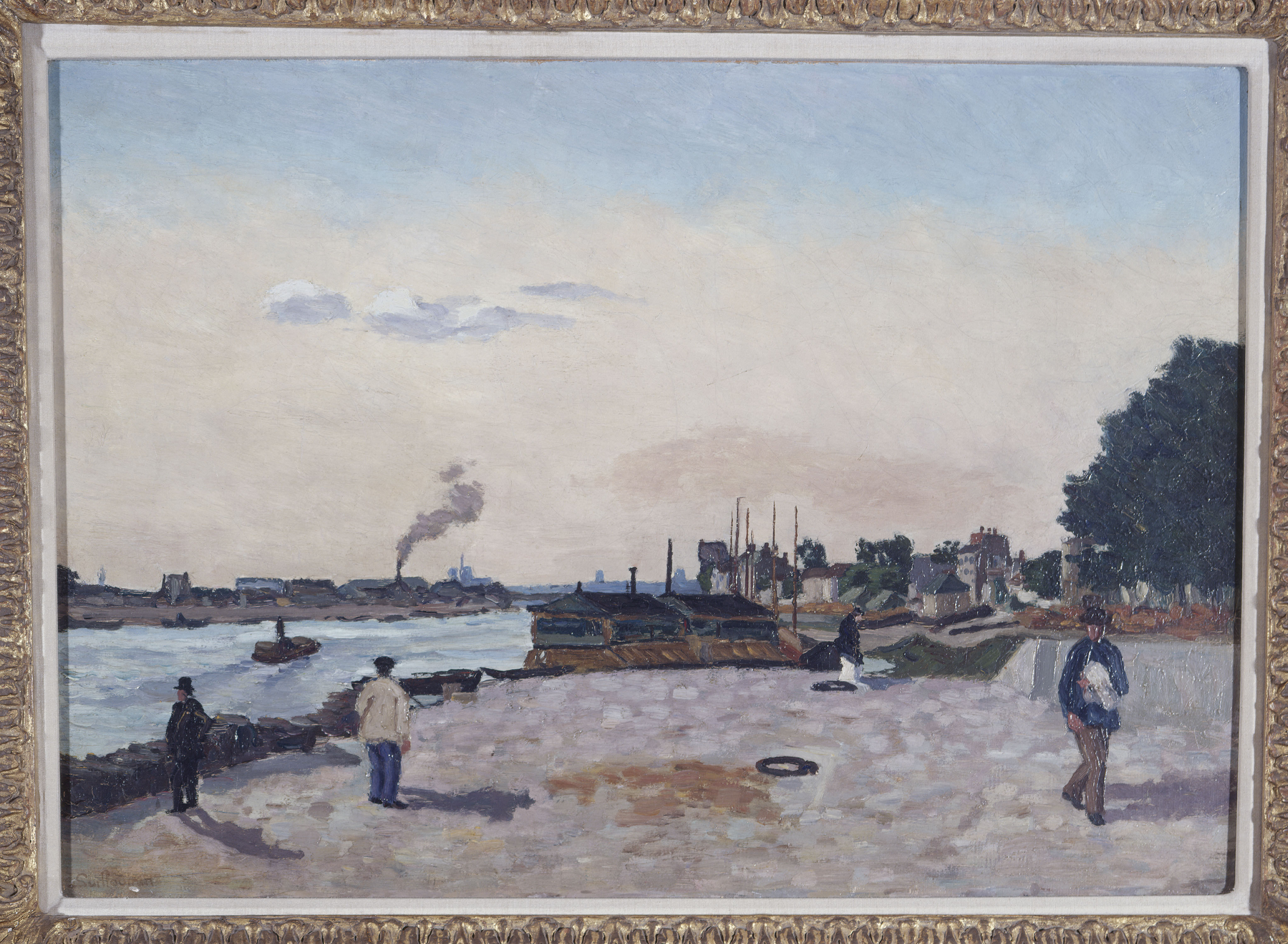
Le Quai de Bercy
Armand Guillaumin, vers 1874
Musée Carnavalet, Paris.

La loi du 16 juin 1859 déplace les limites communales de Paris du mur des Fermiers généraux vers l'enceinte de Thiers. La commune de Bercy est supprimée et son territoire est réparti entre Paris et la commune de Charenton.
La partie annexée à Paris en 1859 est rattachée au 12e arrondissement de Paris encore appelé arrondissement de Reuilly. Cette partie fut répartie entre trois des 80 quartiers administratifs de Paris : 
- le quartier de Bercy pour la partie au sud de la rue de Charenton ;
- le quartier de Picpus pour la partie au sud de l'actuelle rue de Picpus (ancien chemin de la Croix-Rouge) ; le cimetière de Bercy est ainsi situé dans le quartier de Picpus ;
- le quartier de Bel-Air pour une petite partie au sud l'actuelle avenue Daumesnil (ancien chemin des Marais ou des Passe-Putains)[2].

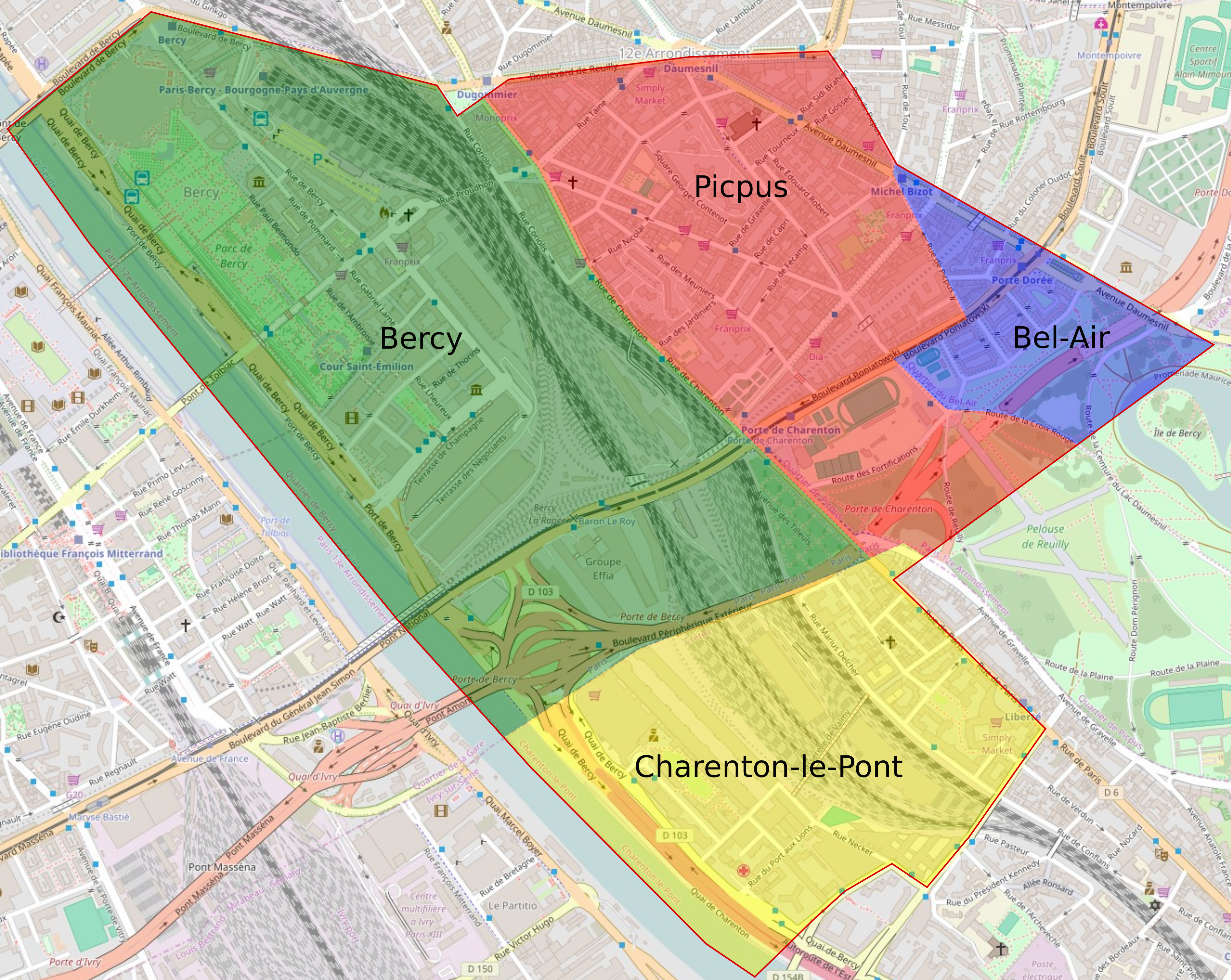
Répartition du territoire communal entre les quartiers parisiens et Charenton-le-Pont.

## Évolution démographique
| 1793  | 1800  | 1806  | 1821  | 1831  | 1836  | 1841  | 1846  | 1851   |
| ----- | ----- | ----- | ----- | ----- | ----- | ----- | ----- | ------ |
| 1 656 | 1 055 | 1 165 | 1 455 | 3 925 | 6 428 | 7 623 | 8 961 | 10 654 |

| 1856   | - | - | - | - | - | - | - | - |
| ------ | - | - | - | - | - | - | - | - |
| 14 239 | - | - | - | - | - | - | - | - |

## Maires de la commune de Bercy
Liste des maires qui administrèrent la commune de Bercy de 1790 à 1860  : 
- De 1790 à 1800 : Edme Renat ;
- De 1800 à 1814 : Nicolas-Henry Dufflocq ;
- De 1814 à 1815 : de Chabons ;
- De 1815 à 1821 : Louis Gallois ;
- De 1821 à 1830 : Aymard-Chrétien, comte de Nicolaÿ ;
- De 1830 à 1832 : François Marie Renet ;
- En 1832 : Louis-Marie-Philibert Portier ;
- De 1832 à 1857 : Pierre-François-Marie Libert ;
- De 1857 à 1859 : André Aquart.

## Lieux et monuments notables
- le château de Bercy
- le cimetière de Bercy
- l’église Notre-Dame-de-la-Nativité de Bercy
- le pavillon Pâté-Bercy (ou pavillon Pâté-Paris) ancienne maison de plaisance disparue
- le pont de Bercy
- le bastion no 1, un des rares éléments de l'enceinte de Thiers qui n'a pas été détruit au XXe siècle
- Le Petit château de Bercy dont il reste des vestiges dans le parc de Bercy.

## Voies de la commune de Bercy
- la rue de Bercy
- la rue de Charenton et la rue du Commerce
- la rue de l’Église (disparue en 1847 par l'acquisition des terrains par la Compagnie du chemin de fer de Paris à Lyon)
- la place de l’Église (place Lachambeaudie depuis 1905)
- la rue de la gare (devenue la rue Corbineau)
- la rue de la Planchette (disparue en 1847 par l'acquisition des terrains par la Compagnie du chemin de fer de Paris à Lyon).
- la rue Gallois
- la rue des Jardiniers
- la rue Léopold et la rue Laroche
- la rue Raoul
- les rues des Chemins-Verts et de la Grange-aux-Merciers (sections de la rue Nicolaï depuis 1865)

### Autres rues de Bercy
D'autres voies ont porté le nom de Bercy :
- La rue de Bercy-au-Marais également appelée rue de Bercy-Saint-Jean
- La rue de Bercy-Saint-Antoine également appelée rue de Bercy-Faubourg-Saint-Antoine qui était la partie de l'actuelle rue de Bercy qui commençait à la rue de la Contrescarpe et finissait aux chemins de ronde des barrières de Bercy et de la Rappée.
- La Barrière de Bercy
- Le Chemin de ronde de la barrière de Bercy, qui allait de la barrière de Bercy à la Barrière de Charenton qui est devenu le boulevard de Bercy en 1860 lors de la suppression de l'Enceinte des Fermiers généraux.

## Personnalités liées à la commune
- Alexandre Defaux, peintre né à Bercy en 1826
- Antoine Auguste Hude, homme politique né le 6 juillet 1851 à Bercy (Seine) et décédé le 23 décembre 1888 à Mostaganem (Algérie).